# Сердца трёх (роман)
«Сердца трёх» (англ. Hearts of Three) — роман, написанный американским писателем Джеком Лондоном незадолго до его смерти и опубликованный в 1919—1920 годах в вечерней газете «New York Journal American».

## История создания
Роман начинается с предисловия, в котором Джек Лондон пишет, что взялся за эту работу по причине отсутствия свежих сюжетов для кинематографа. Он отмечает, что «Сердца трёх» представляет собой новое направление в его творчестве. Этот роман — юбилейная работа Лондона, его пятидесятая книга. Соавтором книги является сценарист Чарльз Годдард.

## Сюжет
Богатый нью-йоркский наследник, дальний потомок пирата Генри Моргана Фрэнсис получает в подарок карту, на которой отмечено место нахождения сокровищ его предка. Оставив беззаботную жизнь биржевого магната молодой человек отправляется в путешествие, не зная, что карта является фальшивой и способом убрать его подальше от контроля своей финансовой империи для того, чтобы давний враг его отца, воротила Риган, сумел подорвать благосостояние нью-йоркских Морганов. По прибытии к месту назначения он знакомится со своим дальним родственником — англичанином Генри Морганом. Начав с перестрелки, молодые люди становятся друзьями и компаньонами в поиске сокровищ, а также соперниками за сердце красавицы Леонсии Солано. Их ждут опасные приключения, столкновение с местной коррумпированной полицией, побег в горы, встреча со Слепым судьёй, проникновение в Долину Затерянных Душ, знакомство с прекрасной и опасной прорицательницей, Той, Что Грезит, слепая дуэль, перестрелки, предательство, финансовый крах и неожиданное спасение.

## Экранизация
В 1916 году Джек Лондон совместно со сценаристом Чарльзом Годдардом планировал съёмки сериала по роману, но Голливуд обошёл вниманием его произведение.
По мотивам романа в 1992 году на киностудии имени А. Довженко снята одноимённая кинолента совместного российско-украинского производства, в итоге ставшая последним фильмом, произведённым в СССР.

## Издания на русском языке
В СССР впервые был выпущен издательством «Земля и фабрика» в составе полного собрания сочинений в качестве приложения к журналу «Всемирный следопыт». Кроме того, выходили издания в переводах Т. А. Кудрявцевой, Н. Ф. Давыдовой, И. И. Базилянской и А. Соболева.